# STX Europe
STX Europe AS, anteriormente Aker Yards ASA, una filial de la surcoreana STX chaebol Corporation, es el mayor grupo de construcción naval en Europa y el cuarto más grande en el mundo. Con sede en Oslo, Noruega, STX Europe cuenta con 15 astilleros en Brasil, Finlandia, Francia, Noruega, Rumania y Vietnam. La empresa cuenta con tres áreas de negocio: cruceros y ferrocarriles, buques especializados para estar en alta mar y otras operaciones.

## Historia

### Antecedentes antes de 2006
La aparición de STX Europe tiene su origen en la fusión de dos grupos de construcción naval importantes en Europa. Uno de ellos fueron los astilleros Aker Yards de Noruega, creados en 2004 mediante la combinación de las actividades de construcción naval de Aker y Kvaerner. El otro, fue el grupo Alstom de construcción naval, con los astilleros de Saint-Nazaire (ex Chantiers de l'Atlantique) y en Lorient.

### Transición a STX Europa y expansión: 2006 - presente
El 4 de enero de 2006, Aker Yards y Alstom anunciaron su intención de unir fuerzas en la construcción naval y crear juntos uno de los líderes mundiales en esta industria, construyendo así también buques de cruceros. La fusión dio a Aker Yards una participación mayoritaria en las actividades de construcción naval de Alstom, que incluía los astilleros Chantiers de l'Atlantique, el constructor del barco de crucero emblemático RMS Queen Mary 2.
Aker ASA, el accionista mayoritario de Aker Yards, redujo su cuota de participación del 50,4% al 40,1% en enero de 2007. Aker vendió su participación total en marzo de 2007, y en octubre de 2007, STX Grupo Empresarial se aseguró una participación del 39,2% de Aker Yards. Más tarde, STX tuvo una participación de control, y cambió el nombre del grupo a STX Europa el 3 de noviembre de 2008 para reflejar la nueva estructura de propiedad.
En enero de 2009, STX grupo empresarial adquirió las acciones restantes en STX Europa y se convirtió en el único accionista de la compañía. En febrero de 2009, se decidió suprimir de la lista de la Bolsa de Oslo a STX Europe, donde se incluyó anteriormente bajo el ticker STXEUR.

## Operaciones

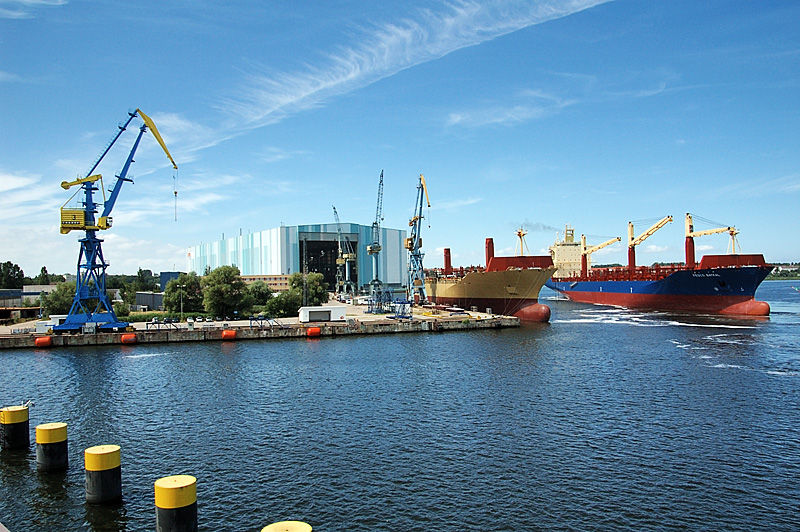
Foto desde Wadan Yards en Wismar, Alemania

### Cruceros y Ferries
La división de Cruceros y Ferries construye barcos en los astilleros, principalmente de Finlandia y Francia. El área de negocio tuvo unos ingresos de 19.709 millones en 2008.

### Buques de alta mar y especializados
El área de negocio de buques de alta mar y especializados, produce principalmente sus barcos en Noruega, Vietnam y Brasil, mientras que los cascos se construyen a menudo en Rumania. El astillero en Vietnam abrió sus puertas en 2008 y está construido principalmente para servir al mercado asiático. Los buques realizados en esta división son los buques de apoyo sobre el terreno, tales como los buques de suministro de la plataforma "PSV" y de manipulación de anclas, buques de suministro "AHTS", los buques submarinos, buques de apoyo del Ártico, buques pesqueros, artefactos navales, buques de investigación y los buques guardacostas. El área de negocio tuvo unos ingresos de 10.427 millones en 2008.

### Otras Operaciones
El área de otras operaciones está compuesto por los astilleros de Florø, Noruega, que se especializan en la producción de los buques de tanques químicos, con tanques de acero inoxidable. Además, otras operaciones se compone de unidades para el diseño, desarrollo y venta de gas natural licuado y las tecnologías del Ártico, y otras soluciones como las cabinas. STX Finlandia Cabañas ha entregado más de 100.000 cabinas modulares para los buques de pasajeros, la industria marina, hoteles, y también otros módulos para los trenes. El área de negocio tuvo unos ingresos de 1.360 millones en 2008.

## Lista de astilleros

### Cruceros y Ferries
- STX France Cruise SA (ubicados en Saint-Nazaire y Lorient)
- STX Finland Cruise Oy (ubicados en Helsinki, Rauma y Turku)

### Otras Operaciones
- STX Norway Florø AS (ubicado en Florø)

### Buques de alta mar y especializados
- STX Norway Offshore AS (ubicados en Ålesund, Aukra, Brevik, Langsten (Langsten Slip-Batbyggeri AS), Brattvåg, Florø y Søviknes)
- STX OSV Brăila SA and STX OSV Tulcea SA
- STX OSV Niteroi SA
- STX OSV Vietnam Ltd.

## Producción
STX Europe:
- Adventure of the Seas, en 2001 para Royal Caribbean Cruise Line
- Allure of the Seas, en 2010 for Royal Caribbean Cruise Line
- Carnival Legend, en 2002 para Carnival Cruise Lines
- Carnival Miracle, en 2004 para Carnival Cruise Lines
- Carnival Pride, en 2001 para Carnival Cruise Lines
- Carnival Spirit, en 2001 para Carnival Cruise Lines
- Coral Princess, en 2001 para Princess Cruises
- Costa Atlantica, en 2000 para Costa Cruceros
- Costa Mediterránea, en 2003 para Costa Cruceros
- Explorer of the Seas, en 2000 para Royal Caribbean Cruise Line
- Freedom of the Seas, en 2006 para Royal Caribbean Cruise Line
- Independence of the Seas, en 2008 para Royal Caribbean Cruise Line
- Island Princess, en 2003 para Princess Cruises
- Liberty of the Seas, en 2007 para Royal Caribbean Cruise Line
- Majesty of the Seas, en 1992 para Royal Caribbean Cruise Line
- Mariner of the Seas, en 2003 para Royal Caribbean Cruise Line
- Monarch of the Seas, en 1991 para Royal Caribbean Cruise Line
- MSC Fantasia, en 2008 para MSC Cruceros
- MSC Lirica, en 2003 para MSC Cruceros
- MSC Magnifica, en 2010 para MSC Cruceros
- MSC Musica, en 2006 para MSC Cruceros
- MSC Opera, en 2004 para MSC Cruceros
- MSC Orchestra, en 2007 para MSC Cruceros
- MSC Poesia, en 2008 para MSC Cruceros
- MSC Splendida, en 2009 para MSC Cruceros
- MSC Divina, en 2012 para MSC Cruceros
- Navigator of the Seas, en 2002 para Royal Caribbean Cruise Line
- Oasis of the Seas, en 2009 para Royal Caribbean Cruise Line
- Queen Mary 2, en 2003 para Cunard Line
- R One, en 1998 para Renaissance Cruises (desde 2004 Insignia (Oceania Cruises))
- R Two, en 1998 para Renaissance Cruises (desde 2003 Regatta (Oceania Cruises))
- R Three, en 1999 para Renaissance Cruises (desde 2002 Pacific Princess (Princess Cruises))
- R Four, en 1999 para Renaissance Cruises (desde 2002 Ocean Princess (Princess Cruises))
- R Five, en 1998 para Renaissance Cruises (desde 2005 Nautica (Oceania Cruises))
- R Six, en 2000 para Renaissance Cruises (desde 2007 Azamara Journey (Azamara Club Cruises))
- R Seven, en 2000 para Renaissance Cruises (desde 2007 Azamara Quest (Azamara Club Cruises))
- R Eight, en 2001 para Renaissance Cruises (desde 2007 Royal Princess (Princess Cruises))
- Rhapsody of the Seas, en 1999 para Royal Caribbean Cruise Line
- Vision of the Seas, en 1998 para Royal Caribbean Cruise Line
- Voyager of the Seas, en 1999 para Royal Caribbean Cruise Line
- Armorique, en 2009 para Brittany Ferries
- Aurora af Helsingborg, en 1992 para Scandlines
- Baltic Princess, en 2006 para Tallink
- SeaFrance Berlioz, en 2005 para SeaFrance
- Birka Paradise, in 2004 for Birka Line
- Color Fantasy, en 2004 for Color Line
- Color Magic, in 2007 para Color Line
- Celebrity Constellation, en 2002 para Celebrity Cruises
- Aeolos Express I, (HSC) en 2000 para NEL Lines (desde 2007 Aeolos Kenteris I)
- Aeolos Express II, (HSC) en 2001 para NEL Lines (desde 2007 Aeolos Kenteris II)
- Aeolos Kenteris, (HSC) en 2001 para NEL Lines
- Cotentin, en 2007 para Brittany Ferries
- Crystal Serenity, en 2003 para Crystal Cruises
- Destination Gotland, en 1999 para Destination Gotland
- Dreamward, en 1992 para Norwegian Cruise Line
- Dryna, en 2005 para Fjord1
- European Stars, en 2002 para Festival Cruises (desde 2005 MSC Sinfonia (MSC Cruceros))
- European Vision, en 2001 para Festival Cruises (desde 2004 MSC Armonia (MSC Cruceros))
- Galaxy, en 2006 para Tallink
- Glutra, en 2000 para MRF
- Hamlet, en 1997 para Scandlines
- Hamnavoe, en 2002 para NorthLink Ferries
- Haroy, en 2006
- Hjaltland, en 2001 para NorthLink
- Hrossey, en 2001 para NorthLink
- Île de Groix, en 2008 para el departamento de Morbihan
- Impératrice Eugénie, en 1865
- Celebrity Infinity, en 2001 para Celebrity Cruises
- Julsund, en 2004 para Fjord1
- Kalliste, en 1993 para Compagnie méridionale de navigation
- Le Levant, en 1999 para Compagnie du Ponant
- Celebrity Millennium, en 2000 para Celebrity Cruises
- Mistral, en 1999 para Festival Cruises (desde 2005 Grand Mistral (Iberocruceros))
- Napoléon Bonaparte, en 1996 para SNCM
- Nils Dacke, en 1994 para TT-Lines
- Nordic Empress, en 1990 para Royal Caribbean Cruise Lines
- Paul Gauguin, en 1997 para Radisson Seven Seas Cruises
- Polonia, en 1995 para Unity Lines
- Radisson Diamond (SWATH) en 2000 para Radisson Seven Seas Cruises (desde 2005 Asia Star)
- Romantika, en 2002, para Tallink
- SeaFrance Rodin, en 2001 para SeaFrance
- SeaFrance Berlioz, en 2005 para SeaFrance
- Spirit of Britain, en 2010 para P&O Ferries
- Spirit of France, en 2011 para P&O Ferries
- Star, en 2007 para Tallink
- Stena Explorer, (HSC) en 1996 para Stena Line
- Celebrity Summit, en 2001 para Celebrity Cruises
- Superspeed 1, en 2008 para Color Line
- Superspeed 2, en 2008 para Color Line
- Tidedronningen, en 2009 para Tide Sjo AS
- Tidekongen, en 2009 para Tide Sjo AS
- Tideprinsen, en 2009 para Tide Sjo AS
- Tycho Brahe, en 1991 para DSB Rederi
- Ulysses, en 2001 para Irish Ferries
- Victoria 1, en 2004 para Tallink
- Viking Surkov, en 1984 (desde 2008 Viking Helgi para Viking River Cruises)
- Viking XPRS, en 2008 para Viking Line
- Windward, en 1993 para Norwegian Cruise Line